# Medford (Wisconsin)
Medford é uma cidade localizada no estado norte-americano de Wisconsin, no Condado de Taylor.

## Demografia
Segundo o censo norte-americano de 2000, a sua população era de 4350 habitantes.
Em 2006, foi estimada uma população de 4140, um decréscimo de 210 (-4.8%).

## Geografia
De acordo com o United States Census Bureau tem uma área de
9,2 km², dos quais 9,1 km² cobertos por terra e 0,1 km² cobertos por água. Medford localiza-se a aproximadamente 450 m acima do nível do mar.

## Localidades na vizinhança
O diagrama seguinte representa as localidades num raio de 24 km ao redor de Medford.